# Alexanders sjukdom
Alexanders sjukdom är en hjärnsjukdom som karaktäriseras av ökat huvudomfång, utvecklingsstörning och muskelsvaghet liksom muskelspänning. Sjukdomen orsakas  av en genetisk mutation som medför att proteinet GFAP får en onormal struktur liksom produceras i en större mängd i hjärnans astrocyter. Varav det senare skapar Rosenthalfibrer. Vid typ1 av sjukdomen insjuknar barnet mellan sex månaders till två års ålder och vid typ 2 mellan två och tolv års ålder. Vid typ 1 dör barnet generellt innan tio års ålder, och vi typ två innan 30. Idag finns vare sig botmedel eller bromsande behandling för sjukdomen. 